# Rébellion de Francis Lovell et des frères Stafford
Guerre des Deux-Roses
Batailles
La rébellion de Francis Lovell et des frères Stafford est le tout premier soulèvement armé contre le roi Henri VII d'Angleterre après qu'il s'est emparé du trône à la bataille de Bosworth en 1485. Le soulèvement est conduit par Francis Lovell et les frères Stafford, Humphrey et Thomas, et a lieu à Pâques de l'année 1486,.

## Le complot
Après la bataille de Bosworth en août 1485 où leur roi Richard III est tué, Francis Lovell et Humphrey Stafford s'enfuient dans l'abbaye de Colchester. Les conspirateurs espèrent restaurer la Maison d'York sur le trône.
Henri VII crée un réseau d'espionnage dans le royaume afin d'anticiper les soulèvements yorkistes. En avril 1486, il apprend que Lovell et Humphrey Stafford se sont échappés et préparent une révolte. Richard Edgcumbe et William Tyler sont envoyés par le roi pour arrêter Lovell. La révolte commençant à se désintégrer, Lovell s'enfuit auprès de Marguerite d'York en Flandres. Au même moment, les Stafford déclenchent un soulèvement à Worcester, bien que le roi Henri y ait une armée fidèle.
Au moment de la rébellion, Henri VII se trouve à York. Alors qu'il se dirige vers Worcester avec son armée, les Stafford s'enfuient le 11 mai 1486 à l'abbaye de Culham.

## Capture des frères Stafford
Le roi fait sortir de force les Stafford de l'abbaye le 14 mai,. Il ordonne l'exécution d'Humphrey Stafford, décapité le 8 juillet 1486, mais pardonne à Thomas Stafford.
La violation du sanctuaire provoque cependant l'indignation du pape Innocent VIII.